# 경남교통방송
경남교통방송은 TBN 교통방송 계열의 방송국 중의 하나이며, 한국도로교통공단의 관할에 있다. 2013년 8월 26일에 개국하였다. 사옥은 창원컨벤션센터(CECO) 맞은편의 경상남도 창원시 성산구 창원천로94번길 82-4에 위치하고 있으며, 2013년 12월 13일 완공하였으며, 2016년 8월 1일 송신소를 천주산으로부터 불모산으로 이전한 이후 경상남도 전역에서 방송을 청취 할 수 있게 되었고, 2018년 1월 1일 창원교통방송에서 경남교통방송으로 사명을 변경하였다.

## 방송 송출 현황
| 송신소          | 주파수     | 출력 | 호출부호 | 송신소 위치                       | 방송구역 |
| --------------- | ---------- | ---- | -------- | --------------------------------- | --- |
| 불모산 송신소   | FM 95.5㎒  | 1㎾  | HLEE-FM  | 경남 창원시 성산구 천선동 산213-8 | 창원시 일원, 함양군 일부, 산청군 일부, 창녕군 일부, 합천군 일부, 의령군 일부, 고성군 일부, 거제시 일부, 김해시 일부, 밀양시 일부, 양산시 일부, 통영시 일부, 함안군 일부, 부산광역시 일부 |
| 장군대산 중계소 | FM 100.1㎒ | 1㎾  | HLEE-FM  | 경남 진주시 문산읍 상문리 325-5   | 진주시 일원, 사천시 일부, 하동군 일부, 남해군 일부, 거창군 일부, 산청군 일부, 의령군 일부, 고성군 일부, 함양군 일부, 창녕군 일부, 합천군 일부                                            |
| 감악산 중계소   | FM 107.3㎒ | 1㎾  | HLEE-FM  | 경남 거창군 신원면 구사리 산12-1  | 거창군 일원, 진주시 일부, 사천시 일부, 하동군 일부, 남해군 일부, 의령군 일부, 고성군 일부, 함양군 일부, 산청군 일부, 창녕군 일부, 합천군 일부                                            |

### 라디오 시보 멘트
- 창원 95.5 진주 100.1, 거창 107.3MHz TBN 경남교통방송입니다. HLEE

## 아나운서
- 김혜란 (팀장)
- 김지윤
- 강민규
- 박은현
- 송규원
- 이규래
- 이설희
- 임현정
- 장리나
- 정나미
- 황규인
- 정지원
- 김수민

## 경남교통방송 편성표
- 07:00 (평일) 출발! 경남대행진
- 09:00 (평일) 스튜디오 955
- 12:00 (주말) TBN 차차차 (경남주말)
- 14:05 (평일) TBN 차차차 (경남)
- 14:00 (주말) 추억스케치 2시
- 16:05 (평일) TBN 경남매거진
- 17:32 (평일) 사람과 경남
- 16:00 (주말) 오후N 티비N
- 18:00 (평일) 달리는 라디오 (경남)

## 앱 청취 방법
- 스마트 폰 앱 tbn한국교통방송(http://www.tbn.or.kr/) 어플 통tong을 내려받아 방송국을 경남으로 설정. tbn한국교통방송 홈페이지에서 방송국을 경남으로 설정.
- 방송 참여 문자번호: #9550, 짧은 거 50원, 사진 포함 긴 거 100원의 정보이용료가 추가로 부과 됨.

## 개국 준비
2004년 도로교통공단이 두대동 일대 3305㎡의 사옥 부지를 매입하는 것을 시작으로 교통방송 설립이 추진되기 시작하였다. 당초 2006년 개국을 목표로 2005년 4월에 설립 허가 신청을 내고 이주영 당시 경상남도 정무부지사가 정보통신부를 방문하는 등 노력을 벌여왔으나, 주파수 포화 문제가 대두되어 제한적 주파수 배정정책이 시행되면서 한동안 추진되지 못하였다.
이후 통합 창원시의 출범을 전후로 지역구 이주영 국회의원을 비롯하여 경상남도 중부 광역권에 대한 교통방송 설립에 대한 의견이 다시금 제기되었고, 2011년 9월 6일에 방송통신위원회 상임위원회에서 창원교통방송에 대한 조건부 허가 및 주파수 배정이 의결되었으며, 주파수 배정은 FM 95.5 MHz 대역을 할당하는 것으로 결정되었다. 허가 조건은 '세부 예산 확보계획을 수립해 예산 관계기관과 협의 후 그 결과를 보고'하는 것으로, 2013년 개국까지 창원시는 교통방송 개국을 위한 정부 예산 확보에 적극적으로 대응하여 개국 원년인 2013년 새해에는 93억원의 건립 예산을 확보하여 연내 개국이 가시화되었다.
2012년 11월에 연주소가 착공되었으며, 2013년 12월 13일 완공을 목표로 공사가 진행되고 있다. 이와는 별개로 창원교통방송은 임시 스튜디오를 마련하여 2013년 8월 26일에 개국하였으며, 사옥 완공 시기까지 이 임시스튜디오를 활용하게 된다. 송신소는 2010년 2월 1일에 방송을 개시한 BBS 부산불교방송의 창원중계소 철탑에 창원교통방송의 송신기기가 추가 설치되는 형태로 협조하여 활용하기로 하였다. (2016년  8월 1일에 창원 불모산 송신소로 이전하였다.)

## 같이 보기
- TBN 교통방송
- 한국도로교통공단